# لوون گروو (اکلاهما)
لوون گروو(به انگلیسی: Lone Grove) شهری در ایالت اکلاهما کشور ایالات متحده آمریکا است که جمعیت آن در سرشماری سال ۲۰۱۰ میلادی، ۵٬۰۵۴ نفر بوده‌است.